# 第29回報知杯4歳牝馬特別
1995年3月19日に京都競馬場で施行された第29回報知杯4歳牝馬特別（芝1400m）について記述する。

## レース施行時の状況
1995年は「交流元年」と謳われ、中央競馬および地方競馬で多くの指定交流競走が設定された年であった。桜花賞のトライアル競走である報知杯4歳牝馬特別もこの年に指定競走となり、地方競馬で10連勝を記録していた笠松競馬場所属の競走馬ライデンリーダーが出走し、競馬ファンの注目を集めた。また、オープン特別を連勝した抽せん馬のエイユーギャルが重賞を優勝するかにも注目が集まった。
なお、本年の競走は阪神・淡路大震災で大きな被害が出た阪神競馬場から京都に振り替えて開催された。

## 出走馬と枠順
天候：曇り、芝：良馬場
| 枠番 | 馬番 | 競走馬名           | 性齢 | 騎手       | オッズ      | 調教師   |
| ---- | ---- | ------------------ | ---- | ---------- | ----------- | -------- |
| 1    | 1    | タニノルション     | 牝3  | 河内洋     | 15.1(5人)   | 森秀行   |
| 1    | 2    | ライデンリーダー   | 牝3  | 安藤勝己   | 3.5(2人)    | 荒川友司 |
| 2    | 3    | オトメノイノリ     | 牝3  | 南井克巳   | 15.5(6人)   | 尾形充弘 |
| 2    | 4    | アーケエンジェル   | 牝3  | 石橋守     | 128.7(13人) | 瀬戸口勉 |
| 3    | 5    | マークプロミス     | 牝3  | 武豊       | 4.1(3人)    | 尾形盛次 |
| 3    | 6    | サンエムエンプレス | 牝3  | 幸英明     | 329.1(16人) | 松田正弘 |
| 4    | 7    | ステンレスダンサー | 牝3  | 猿橋重利   | 62.4(10人)  | 高橋隆   |
| 4    | 8    | ヤマニンアリーナ   | 牝3  | 安田康彦   | 71.7(11人)  | 浅見国一 |
| 5    | 9    | ウエスタンドリーム | 牝3  | 菊沢隆徳   | 29.1(9人)   | 柴田欣也 |
| 5    | 10   | マキシムシャレード | 牝3  | 松永幹夫   | 14.3(4人)   | 清水久雄 |
| 6    | 11   | スターセレッソ     | 牝3  | 久保田英敬 | 135.4(14人) | 田所秀雄 |
| 6    | 12   | タケノアイリス     | 牝3  | 本田優     | 125.6(12人) | 星川薫   |
| 7    | 13   | レイナロバリー     | 牝3  | 上村洋行   | 19.5(7人)   | 瀬戸口勉 |
| 7    | 14   | カリーノ           | 牝3  | 村本善之   | 25.6(8人)   | 小林稔   |
| 8    | 15   | キタサンサイレンス | 牝3  | 西浦勝一   | 227.5(15人) | 野元昭   |
| 8    | 16   | エイユーギャル     | 牝3  | 四位洋文   | 2.8(1人)    | 古川平   |

## レース結果（1着から5着まで）
| 着順 | 枠番 | 馬番 | 競走馬名         | タイム | 着差      |
| ---- | ---- | ---- | ---------------- | ------ | --------- |
| 1    | 1    | 2    | ライデンリーダー | 1:21.8 | -         |
| 2    | 8    | 16   | エイユーギャル   | 1:22.4 | 3 1/2馬身 |
| 3    | 1    | 1    | タニノルション   | 1:22.4 | クビ      |
| 4    | 3    | 5    | マークプロミス   | 1:22.5 | 1/2馬身   |
| 5    | 6    | 8    | レイナロバリー   | 1:22.5 | アタマ    |

### レース展開
序盤は追走に苦労していたライデンリーダーが、直線で全出走馬中最も速い上がりを記録し、3番手から抜け出しを図ったエイユーギャルを差し切って優勝した。

### データ
| 600m通過タイム      | 34.2秒（ウエスタンドリーム） |
| 上がり3ハロン       | 36.1秒                       |
| 優勝馬上がり3ハロン | 34.9秒                       |

### 払い戻し
| 単勝式 | 2    | 350円 |
| 複勝式 | 2    | 180円 |
| 複勝式 | 16   | 120円 |
| 複勝式 | 1    | 360円 |
| 枠連   | 1-8  | 540円 |
| 馬連   | 2-16 | 730円 |

## 達成された記録
- ライデンリーダーが地方競馬所属馬として初の報知杯4歳牝馬特別優勝を達成した。

## レースにまつわるエピソード
当日の関西テレビ『ドリーム競馬』の実況を担当していた杉本清がこのレースを実況し、「抜けた、ライデン。これは強い、恐れ入った。（絶句）……なんとまあ強い……いやー、これはすごい」と、ライデンリーダーの豪快な差し脚のキレの良さに驚愕し、直線では一瞬絶句するシーンがあった。後に杉本は自著で、「絶句したのは、何か言ってやろうと思ったのですが、いい言葉が浮かんでこなかったからです。とにかく何にも言えずに、強さ、すごさに唖然として見ていたというところです」と述べている。
また、一部では1988年に笠松出身で中央に移籍し、一時代を築いたオグリキャップと重ねあわせ、「女オグリ」と言われたこともあった。